# Никола Боснић
Никола Боснић (Дрежница (Огулин) 1936. — Вршац 1969) је био репрезентативац Југославије у спортском падобранству, светски рекордер, наставник падобранства, пилот пољопривредне авијације Савезног ваздухопловног центра у Вршцу.
Наступао је за репрезентацију Југославије на Светским првенствима 1964. у Лојткирху у Западној Немачкој и 1964. у Лајпцигу, у Источној Немачкој.
Уз 7 југословенских рекорда постигао је и два светска и то: у групном скоку 5 падобранаца на циљ без задршке са 1.000 метара, 3,9 м (20. јуни 1961) и у групном скоку 3 падобранца са задршком са 2.000 метара, 00,38 м (11. октобра 1966).
Погинуо је у авионској несрећи у Вршцу 1969. године.